# Prichsenstädter Stadtbefestigung

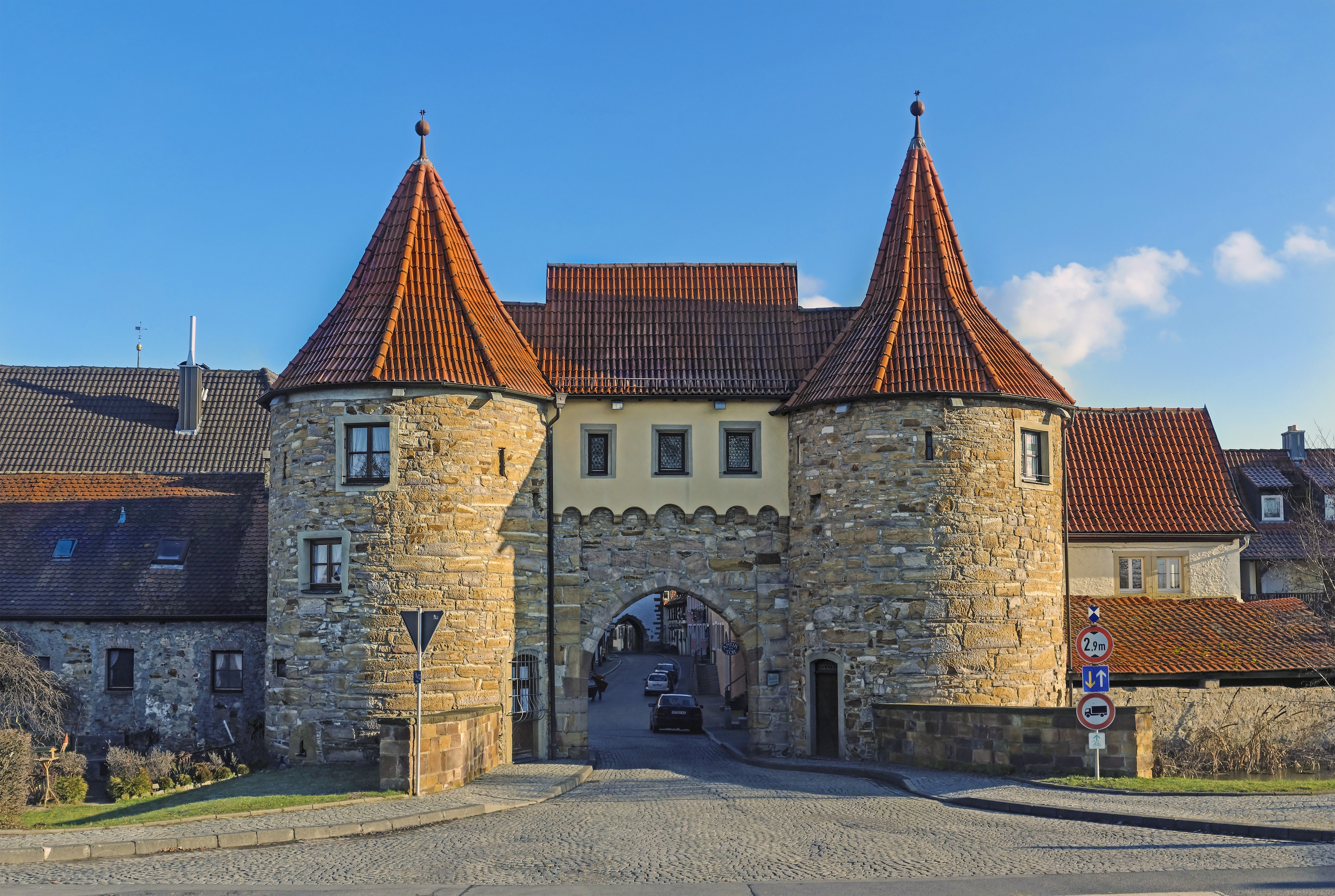
Das Prichsenstädter Westtor mit der charakteristischen Doppelturmfassade

Die ehemalige Prichsenstädter Stadtbefestigung (auch Stadtbefestigung von Prichsenstadt) umgibt die Altstadt des unterfränkischen Prichsenstadt als Ringmauer mit Toren, Türmen, Grabenresten und den sogenannten Wehrteichen. Bis heute haben sich weite Teile der Anlage erhalten, die noch aus der Zeit der Stadterhebung in der Mitte des 14. Jahrhunderts stammt.

## Geschichte

### Stadtgründung und Befestigungsbau
Die Geschichte der Prichsenstädter Stadtbefestigung ist eng mit der Reichspolitik der Kaiser aus dem Haus Luxemburg verbunden, die das Dorf 1366 erwarben. Das kleine Dorf Briesendorf lag in Reichweite der Geleitstraße zwischen Nürnberg und Frankfurt, sodass die Luxemburger mit der kleinen Burg im Ort die wichtige Fernverkehrsstrecke überwachen konnten. Im Jahr 1367 wurde Prichsenstadt mit Stadtrechten ausgestattet. Bereits in der Urkunde, die das Dorf zur vollwertigen Stadt machte, wurde die Bedeutung einer Befestigung hervorgehoben: Die Bürger erhielten das Marktrecht, um die Kosten für die zu bauenden Anlagen tragen zu können.
Die neue Stadt entstand wenige Meter vom alten Dorf entfernt, südlich der existierenden Burg und im Osten der Wohnbebauung. Die knapp drei Hektar, die Prichsenstadt als geplante Stadt umfassen sollte, wurden in den folgenden Jahren mit einer Mauer umgeben. Der ältere Teil der Siedlung mit der Wohnbebauung blieb zunächst noch außerhalb der Mauern und entwickelte sich zu einer Vorstadt. Erst durch die Gründung eines Spitals bezog man in der Mitte des 15. Jahrhunderts auch diesen Teil in die Befestigungsanlagen mit ein, wobei ein Graben innen und außen kennzeichnete. Die Fläche der Stadt vergrößerte sich um nahezu 50 Prozent. Der alte Westturm wurde zu einem Stadtturm in der Mitte der Siedlung umgewandelt.
Bereits zu Beginn des 15. Jahrhunderts waren die Burggrafen von Nürnberg in den Besitz Prichsenstadts gelangt. Die Stadt lag allerdings mitten im Gebiet des Fürstbischofs von Würzburg, der eine Enklave der späteren Markgrafen von Ansbach hier nicht akzeptieren konnte. Deshalb wurde Prichsenstadt 1462 belagert, erobert und die Befestigungen weitgehend geschleift. Zugleich plünderten die Würzburger Truppen auch das benachbarte Kleinschönbach, das sich von diesem Angriff nie wieder erholen konnte.
Die Bewohner von Kleinschönbach wurden in den folgenden Jahren in Prichsenstadt angesiedelt. Die Mauer entstand ebenfalls neu, wobei der aus dem 15. Jahrhundert überlieferte Grundriss beibehalten wurde. Die Befestigung der Vorstadt blieb allerdings weiterhin schwächer, so verzichtete man in diesen Abschnitten auf die Errichtung von Türmen. Die Stadtbevölkerung blieb auch im 16. Jahrhundert als Verteidigungsgemeinschaft organisiert. Für Prichsenstadt ist eine außergewöhnlich hohe Zahl an Feuerrohr und Geschützen nachgewiesen. Eine Inschrift in der ehemaligen Mauer verweist auf den Beginn einer Renovierungsphase im Jahr 1584.

### Niedergang und Tourismus
Die Mauer verlor im Dreißigjährigen Krieg allerdings ihre Verteidigungsfunktion. Den modernen Geschützen der kaiserlichen Soldaten konnten die Anlagen Prichsenstadts nichts entgegensetzen. Deshalb büßten die Sicherungsanlagen im Laufe des 17. Jahrhunderts an Bedeutung ein und wurden vernachlässigt. Anders als in vielen anderen Städten war aber aufgrund der konfessionellen Insellage des protestantischen Prichsenstadt inmitten des katholischen Hochstifts Würzburg ein vollständiger Verzicht auf die Mauern und Gräben nicht möglich.
Ab 1673 wurde die Stadtmauer deshalb repariert, wobei die eingefallenen Teile übergangsweise durch Palisaden ersetzt wurden. Für den Wiederaufbau wurden sogar Stadtsteuern verwendet. Dennoch war die Stadt bald mit der Instandsetzung der Mauern finanziell überlastet und man musste die Herrschaft um Unterstützung bitten. Es dauerte bis zu Beginn des 18. Jahrhunderts, bis alle Teile der Befestigung erneuert waren. Die Befestigung hatte, neben ihrem militärischen Zweck, für die Prichsenstädter Bevölkerung auch einen großen symbolischen Wert. Sie bildete die einzige sichtbare Unterscheidung zwischen der Stadt und ihrem ländlichen Umland.
Im 18. Jahrhundert brach die Verteidigungsgemeinschaft endgültig zusammen. Viele Rüstungspflichten, die an einzelne Gebäude gebunden waren, wurden gegen Geld abgelöst. Die Stadt stellte während des Spanischen Erbfolgekrieges elf Musketiere an, die Einwohner hatten damit nichts mehr mit der Verteidigung zu tun. 1762 wurden die Stadtgräben schließlich, später als in den Nachbarstädten, eingeebnet. Die Flächen erhielten Stadtbewohner zum Anbau von Gemüse. Aus der militärischen Anlage war eine reine Baugrenze geworden.
Mit dem Übergang an Bayern verlor Prichsenstadt seine jahrhundertealte Sonderstellung. Mit dem Schrumpfen der Wirtschaftskraft ging der Niedergang der Stadtmauer einher. Im 19. Jahrhundert verschwand in der Folge auch das Untertor, dessen Durchfahrt wohl dem wachsenden Verkehr zum Hindernis geworden war. Erst im 20. Jahrhundert profitierte die ehemalige Prichsenstädter Stadtbefestigung vom wachsenden Ausflugstourismus. Die einzelnen Abschnitte der Anlage wurden als Baudenkmäler unter behördlichen Schutz gestellt. Heute haben sich weite Teile der ehemaligen Verteidigungsanlagen erhalten. Untertägige Überreste von Vorgängerbauten sind als Bodendenkmal vermerkt. Die Stadtbefestigung ist ein wichtiges Element des Ensembles Altstadt Prichsenstadt.

## Tore
Prichsenstadt wurde als böhmische Planstadt mit zwei Toren ausgestattet, die im Westen bzw. Osten der Stadtanlage verortet waren. Mit dem Einbeziehen der Vorstadt in die Befestigung sank in der Mitte des 15. Jahrhunderts der ehemalige Westturm zum sogenannten Stadtturm herab, der allerdings nun als Zentrum der Siedlung weiterhin repräsentative Zwecke erfüllte. Militärisch bedeutend wurde dagegen das neue Westtor oder Obertor im Westen der Vorstadt, bei dem auf einen Torturm verzichtet wurde.

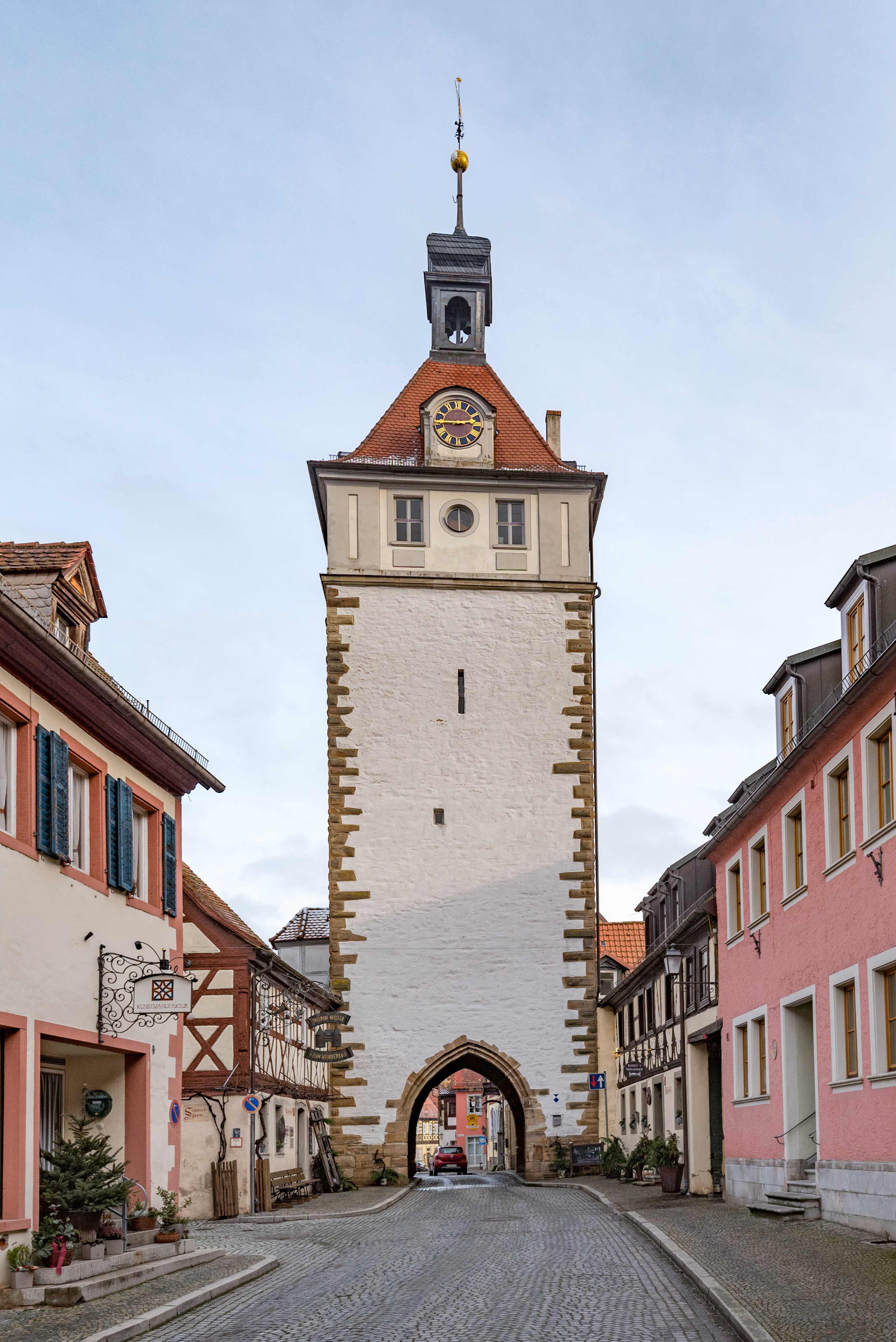
Sogenannter Stadtturm an der Grenze zwischen Innenstadt und Vorstadt

### Westtor/Obertor
Das West- oder Obertor bildet heute eines der Wahrzeichen der Stadt Prichsenstadt. Es liegt an der Kreuzung der Staatsstraßen 2420 und 2260. Das Tor entstand in der Mitte des 15. Jahrhunderts und wurde in den Auseinandersetzungen der folgenden Jahrhunderte immer wieder in Mitleidenschaft gezogen. Das Westtor bildete das wichtigste Verteidigungselement der Vorstadtbefestigung. Die Baulast für das Tor lag, wie auch für die anderen Teile der Anlage, beim Stadtrat. In den 1670er Jahren wurde das Tor im Zuge der Mauererneuerungen grundlegend restauriert.
Das Obertor präsentiert sich als Zweiturmanlage, die an die Vorwerke der hochstiftischen Städte Iphofen (Rödelseer Tor) oder Volkach (vor dem Sommeracher Tor) erinnert. Vor dem Turm führt eine Brücke über den Stadtgraben. Zwei mäßig hohe Rundtürme rahmen den eigentlichen Torbau ein, auf dem ein Fachwerkaufbau mit Satteldach errichtet wurde. Dieser kragt auf der stadtabgewandten Seite leicht nach vorne. Türme und Tor sind ziegelgedeckt und wurden mit einem schmalen Verbindungsgang auf der Stadtseite miteinander verbunden. Das Tor präsentiert sich unverputzt, die Bruchsteine sind sichtbar. 49° 49′ 3,9″ N, 10° 21′ 2,8″ O

### Osttor/Untertor
Das Ost- oder Untertor entstand am östlichen Ende der Innenstadt am Rande des Schlossareals. Hier trafen die heutigen Straßen Schlossstraße und Schulinstraße (die früheren Straßen Schlossgraben und Hauptstraße) auf den Verbindungsweg nach Kirchschönbach. Der Turm entstand mit der Stadtgründung im 14. Jahrhundert und wurde im 15. Jahrhundert erneuert. Das Tor an der verkehrstechnisch ungünstigen Position hinter dem Dorf wurde im 19. Jahrhundert abgerissen. Bildliche Darstellungen des Tores haben sich nicht mehr erhalten. 49° 49′ 3,1″ N, 10° 21′ 20″ O

### Stadtturm
Als repräsentativer Vorzeigebau gilt der Prichsenstädter Stadtturm. Er ist zugleich der höchste der drei Türme, die das Stadtbild heute prägen. Mit der Einbeziehung der Vorstadt in die Ummauerung verlor der Turm des vormaligen Westtores seine Verteidigungsfunktion, wobei er als Kern des zweiten Befestigungsrings vor allem symbolischen Wert behielt. Hier lebte der Türmer mit seiner Familie, der die Stadtbewohner vor Gefahr warnen musste. Der Turm geht auf das 15. Jahrhundert zurück, wurde allerdings im 18. Jahrhundert stark verändert. 1739 erhielt der Turm durch den markgräflichen Landbauinspektor Johann David Steingruber ein weiteres Geschoss aufgesetzt.
Der Stadtturm präsentiert sich als Rechteckturm. Die spitzbogige Durchfahrt weist gotische Elemente auf, wobei hier spitzbogige Laibungen angebracht wurden. Der Turm ist nicht durchfenstert, sondern weist lediglich Schießscharten auf. Das aus dem 18. Jahrhundert stammende Obergeschoss ist durch ein umlaufendes Gesims vom restlichen Baukörper getrennt. Es besitzt ein umlaufendes Fensterband, das sich aus Rechteckfenstern und Ochsenauge zusammensetzt. Mehrere Kassettenfelder gliedern das Geschoss. Der Turm schließt mit einem Pyramidendach ab, über dem sich eine Laterne erhebt. Auf jeder Seite wurde dem Dach eine Uhr vorgeblendet. 49° 49′ 3,3″ N, 10° 21′ 9,3″ O

## Türme
Die Prichsenstädter Stadtmauer kann anhand der Turmverteilung in zwei Teile geteilt werden: Während die Ummauerung der Kernstadt im Abstand von ungefähr vierzig Metern mit Rundtürmen ausgestattet wurde, blieben die Anlagen der Vorstadt auf eine Ringmauer ohne Türme beschränkt. Insgesamt bestanden acht Rundtürme entlang der Süd- und Ostmauer. Die Nordseite wurde durch das ehemalige Schlossgelände geschützt, Türme waren hier ebenfalls nicht notwendig. Im Norden entstand lediglich ein weiterer Turm an einer Ecke der Ummauerung. In Friedenszeiten wurden die Türme anderweitig genutzt. So war im Turm in der heutigen Badgasse 2 die Stadtknechtswohnung untergebracht. 49° 49′ 1,8″ N, 10° 21′ 11,8″ O
Der größte und am besten ausgebaute Turm innerhalb der Prichsenstädter Befestigung war der sogenannte Faulturm im äußersten Südosten der Befestigungsanlage. Hier wurden in Friedenszeiten auch verurteilte Kriminelle untergebracht, was dem Turm seinen Namen gab. Heute wird der erhaltene Überrest des Turms, der sich als Rundturm mit spitzem Ziegeldach präsentiert, als Eulenturm bezeichnet. Diese Benennung ist fremdenverkehrstechnischer Natur und spielt auf das Prichsenstädter Symboltier an, das prominent in der Sage von der Eule mit den Golddukaten auftaucht. 49° 49′ 0,1″ N, 10° 21′ 19,6″ O
Der einzige Turm im Nordteil der Anlage hat sich ebenfalls erhalten. Hier war bis ins 18. Jahrhundert das Narrenhaus untergebracht, wo Menschen, die die öffentliche Ordnung störten, für kurze Zeit unter Arrest genommen werden konnten. Später wurde er vom städtischen Schäfer bewohnt, weswegen der Turm auch den Namen Schäferturm erhielt. Ursprünglich hatte die weiter im Süden befindliche, lutherische Pfarrkirche St. Sixtus mit ihrem Kirchturm den Schutz dieses Teils der Stadtmauer übernommen. Mit dem Bau der Vorstadt büßte sie diese Funktion ein. Der Schäferturm präsentiert sich als Bruchsteinrundturm, der mit einem achteckigen Fachwerkaufsatz versehen wurde. Er schließt mit einer ebenfalls achteckigen Ziegelhaube ab. 49° 49′ 6,2″ N, 10° 21′ 12,4″ O

## Wehrteiche

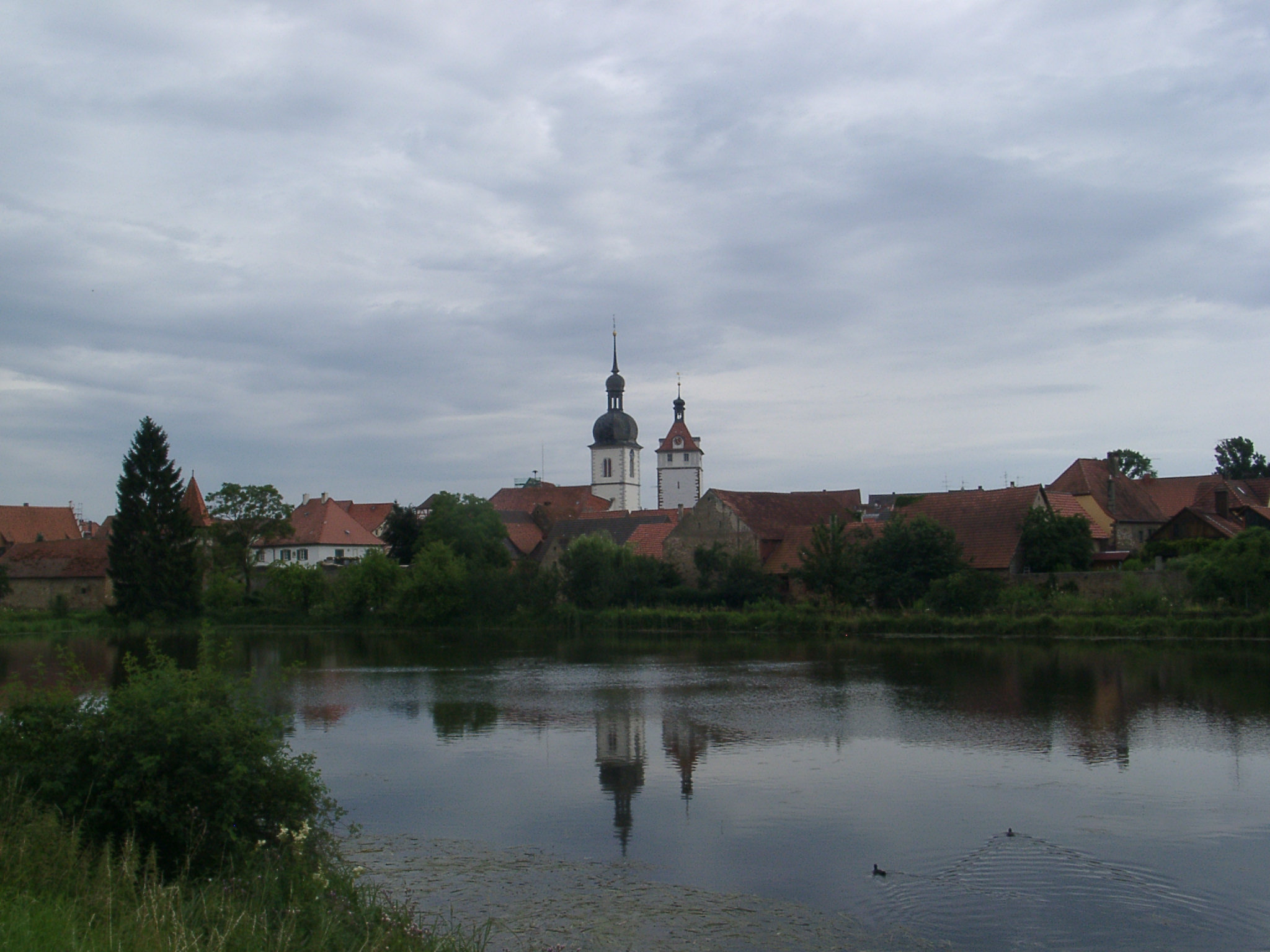
Der Breite See vor der Prichsenstädter Innenstadt

Eine Besonderheit der Prichsenstädter Befestigung stellen die Wehrteiche (auch Wehrweiher) dar, die sich vor allem im Norden und Nordosten der ehemaligen Befestigung erhalten haben. Im Norden von Prichsenstadt fließt der Altbach auf die Schwarzach zu. Um den Verteidigern ein möglichst gutes Schussfeld zu ermöglichen, wurde der Bach an mehreren Stellen gestaut. So entstanden die Wehrteiche, die in Friedenszeiten der örtlichen Bevölkerung als Nahrungsquelle diente. Im südlichen und westlichen Teil der Befestigung wurde ein weniger breiter Stadtgraben angelegt. Zu diesem Zweck leitete man den sogenannten Beibach an mehreren Stellen vom Altbach ab.
Zwei größere Seen haben sich heute noch erhalten. Es sind dies der Breite See (Länge ca. 142 Meter, Breite ca. 62 Meter), dem ein kleinerer Nebensee vorgelagert wurde und der etwas kleinere Eichsee (Länge ca. 140 Meter, Breite ca. 89 Meter). Daneben bestehen zwei kleine Seen südlich des Westtores. Sie hatten vor allem eine wirtschaftliche Funktion, weil sie die Prichsenstädter Stadtmühle, die zeitweise im Haus neben dem Westtor angesiedelt war, mit einer ausreichenden Wassermenge versorgten. Heute erinnert noch der Straßenname Mühlseelein an die ehemalige Nutzung.

## Weitere erhaltene Reste
Die Prichsenstädter Stadtbefestigung hat sich nahezu vollständig erhalten. Die Raumnot in der frühneuzeitlichen Stadt führte allerdings dazu, dass man vor allem die Mauerabschnitte der westlichen Vorstadt bald mit niedrigen, eingeschossigen Häusern überbaute. So werden die Mauerabschnitte vor der Mühlgasse heute von Satteldächern überragt. Diese Praxis wurde auch im Nordwestteil der Vorstadtbefestigung praktiziert. Am Haus Mühlgasse 16, das an der Ecke der ehemaligen Befestigung steht, lässt sich das Vorgehen nachvollziehen: Die Bruchsteinmauer geht nahtlos in den verputzten Hausteil über. Die Fensterreihe wurde auf einer Höhe von ca. 3 Metern angebracht.
Im Norden der Stadt verzichtete man auf eine Bebauung. Hier bestehen, entlang der Spitalgasse und der Kirchgasse, heute noch niedrige Mauerreste. Teilweise wurden die Mauerabschnitte mit Stützpfeilern verstärkt. Mit dem Einebnung des Stadtgrabens vor der Mauer schufen Hauseigentümer kleine Durchgänge zu ihren Feldern. Ein solcher hat sich vor der Kirchgasse 5 erhalten. Das Pfarrhaus von Prichsenstadt in der Kirchgasse 7 wurde wiederum in die Befestigung mit einbezogen. Auch entlang der Badgasse im Süden der Stadt wurden nachträglich Häuser in die Stadtmauer einbezogen.
Die innere Stadtmauer, die ursprünglich Innenstadt und Vorstadt voneinander trennte, verschwand im 20. Jahrhundert nahezu vollständig. Ursprünglich waren die beiden Stadtteile auch durch einen trennenden Graben voneinander getrennt, wie er auch in anderen Städten des Steigerwaldvorlandes mit einer ähnlichen Geschichte Usus war (vgl. Iphofen und sein Gräbenviertel). Der sogenannte Stadtgraben ist heute nicht mehr sichtbar. Mauerreste haben sich lediglich noch in unmittelbarer Nähe des Stadtturms und hinter dem Rathaus am Karlsplatz erhalten.